# 증발접시

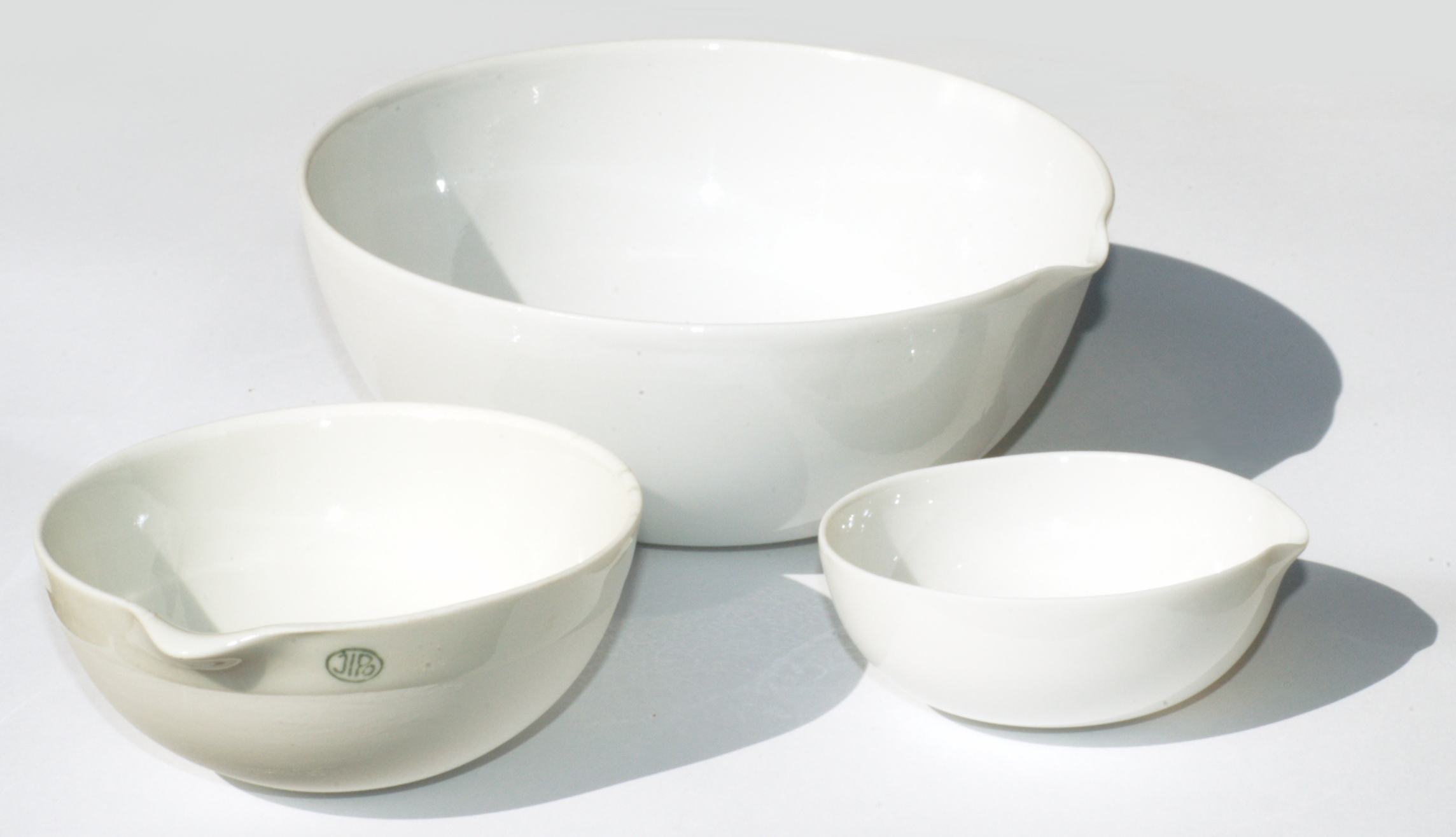
다양한 종류의 증발접시

증발접시(evaporation pan)는 증발량을 측정하는 실험기구의 일종이다.

## 종류
크기에 따라 소형증발접시와 대형증발접시로 구분한다.

### 소형증발접시
소형증발접시(small evaporation pan or evaporimeter)는 지름 20cm이고 깊이 10cm의 청동 또는 그 외 여러 재질로 만들어진 원통 증발접시이다. 배수구는 하향으로 되어 있다. 증발량을 측정할 때는 접시에 물을 20mm 넣고 다음 날 관측값과 차이를 구해서 전일의 증발량으로 삼고, 비가 왔을 때는 비의 양만큼 증발량을 빼주어야 한다.
조류의 접근을 막기 위해 망을 설치하는데, 비가 오거나 이슬이 맺히는 야간에는 망을 분리한다. 설치는 우량계의 수수기 높이와 같게 하며, 증발접시 주변에는 물이 튀지 않도록 잔디가 깔려 있어야 한다. 소형증발접시는 신뢰도가 다소 떨어진다는 단점이 있다.

### 대형증발접시
대형증발접시(large evaporation pan or evaporimeter)는 지름 120cm, 깊이 25cm의 아연 도금 철재판이나 스테인리스 강 등 재질에 흰 페인트를 칠한 원통형 용기이다. 물을 약 20cm 깊이로 넣고 증발시켜 증발접시 내 측심기(hook gauge)로 전날 관측값과의 차이를 이용해 증발량을 계산하는데, 이때 수심 중간 위치의 수온계로 온도를 측정해서 수온 보정을 해야 한다.
대형증발접시는 설치 위치에 따라 지상식 증발접시(surface pan), 함몰식 증발접시(sunken pan)와 부유식 증발접시(floating pan)로 나뉜다.

## 같이 보기
- 도가니

## 참고 문헌
- 이재수 (2018). 《수문학》 2판. 구미서관. ISBN 9788982252914.